# Stadio di Atocha
Lo stadio di Atocha (in basco Atotxako futbol zelaia) è stato uno stadio di calcio situato a San Sebastián, in Spagna. È stato sostituito dall'attuale Stadio municipale di Anoeta nel 1993.